# Palácio Imperial Sentō

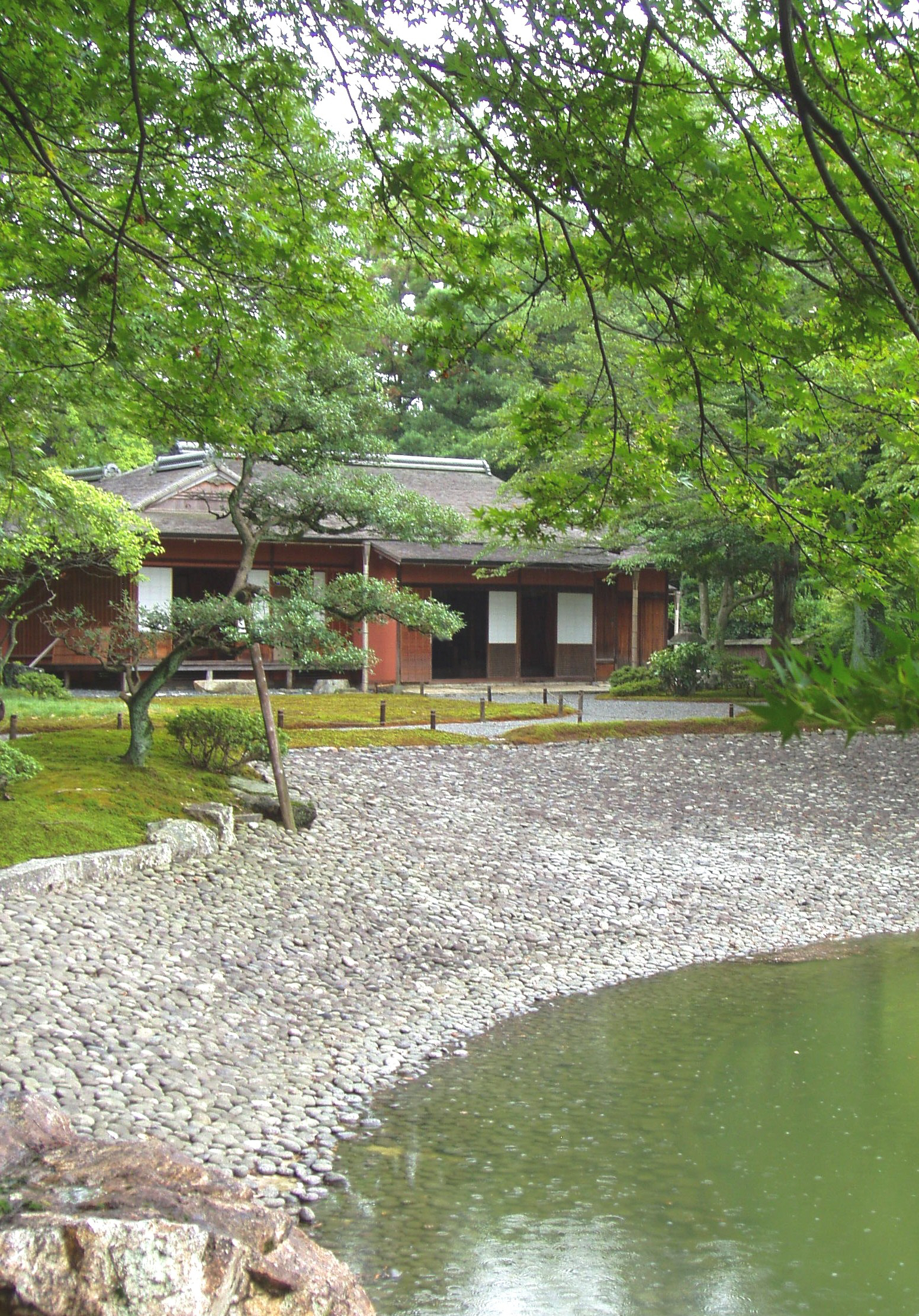
Seika-tei e praia.

O Palácio Imperial Sentō foi um palácio imperial japonês localizado em Quioto. Foi ocupado pelo Imperador Daijō depois deste abdicar a favor do seu sucessor. Actualmente, os campos deste palácio formam um grande jardim com 8,9 hectares (22 acres). Este parque contém uma casa de chá. O palácio foi destruido num incêndio em 1854.
O parque é administrado pela Agência da Casa Imperial e pode ser visitado por marcação.

## História

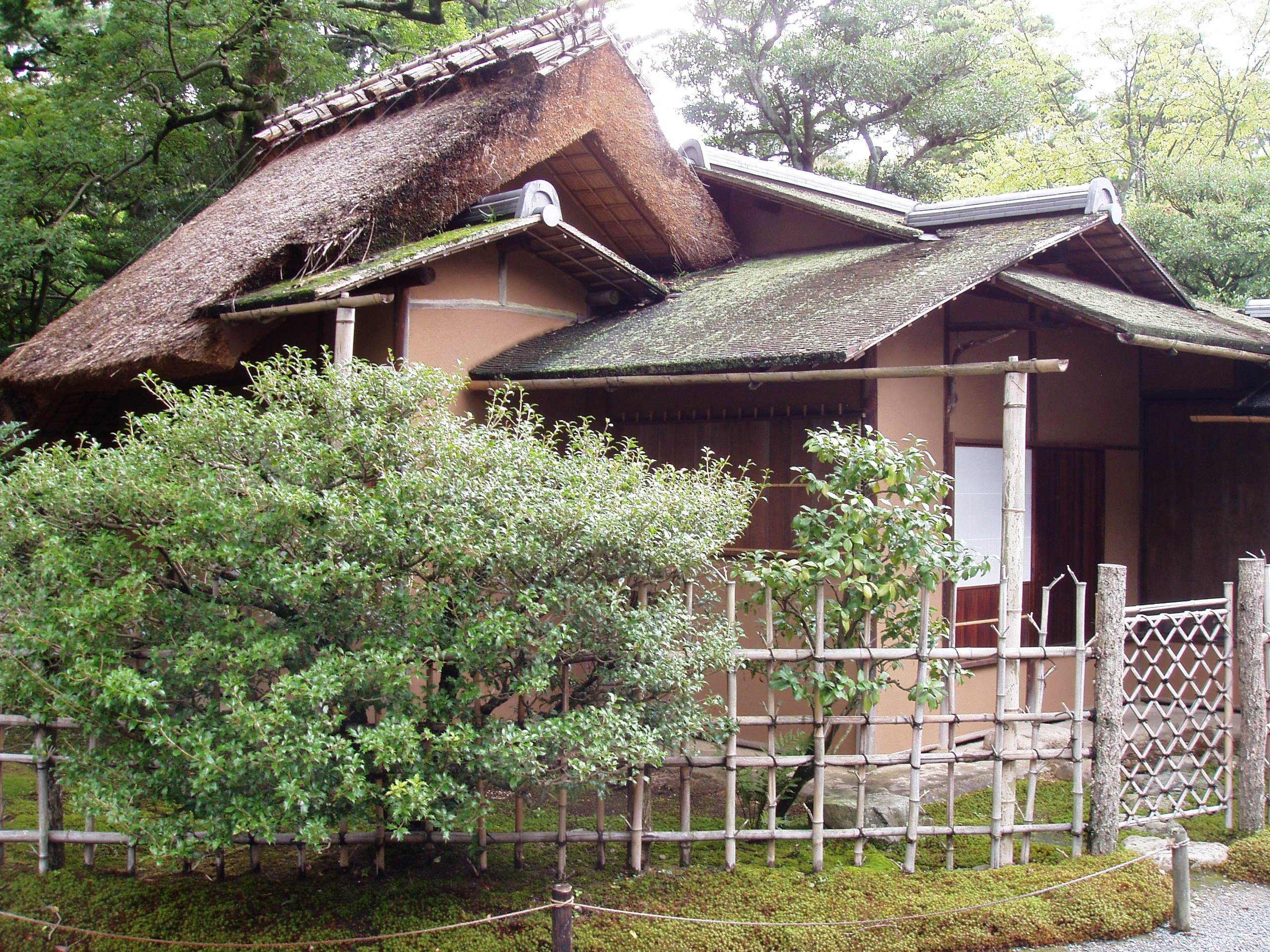
Yushin-tei

A construção do Sentō-gosho foi concluida em 1630 como refúgio do Imperador Go-Mizunoo (1596 - 1680), juntamente com o correspondente palácio para a venerável imperatriz. Ambos os palácios foram repetidamente destruídos pelo fogo até um incêndio ocorrido em 1854, depois do qual o palácio nunca mais foi reconstruido. No entanto, o palácio da imperatriz foi reconstruido em 18679 e ainda é usado pelo imperador sempre que este visita Quioto. Actualmente, apenas restam duas estruturas de Sento, as casas de chá Seika-tei e Yushin-tei. Os excelentes jardins, instaldados em 1630 pelo famoso artista Kobori Masakazu (Kobori Enshu), são agora a atracção principal.
Os campos do Sentō-gosho estão localizados no canto sudeste do Kyoto Gosho e têm acesso através dum portão de aparato em madeira aberto na parede de argila que o rodeia. Uma casa para as carruagens com graciosas empenas triplas (Okuruma-Yosi) fica no interior, mas ainda fora do muro interior, sem adornos, do jardim, cujo portão conduz directamente para uma delicada vista aberta para oeste através do lago do jardim.
O primeiro elemento do jardim é um grande lago com ilhas e caminhos, cujos segmentos norte e sul foram ligados por um curto canal em 1747. O lago norte foi ampliado e renovado entre 1684 e 1688; o lago sul é notável pela sua extensa "margem oceânica" de pedras redondas e cerejeiras, uma margem com mistura de pedras naturais e talhadas, e um paredão separado e atenuado de pedras quadradas. Os lagos contêm uma variedade de ilhas altamente pitorescas e seis pontes em vários estilos, incluindo uma com uma impressionante wisteria armada (construida em 1895).
Duas casas de chá completam o jardim: a Seika-tei, coberta por telhado de cascalho e peças, no extremo sul do lago sul; e a Yushin-tei, coberta com colmo e de aspecto rústico com um notável janela redonda, no extremo ocidental do lago norte.

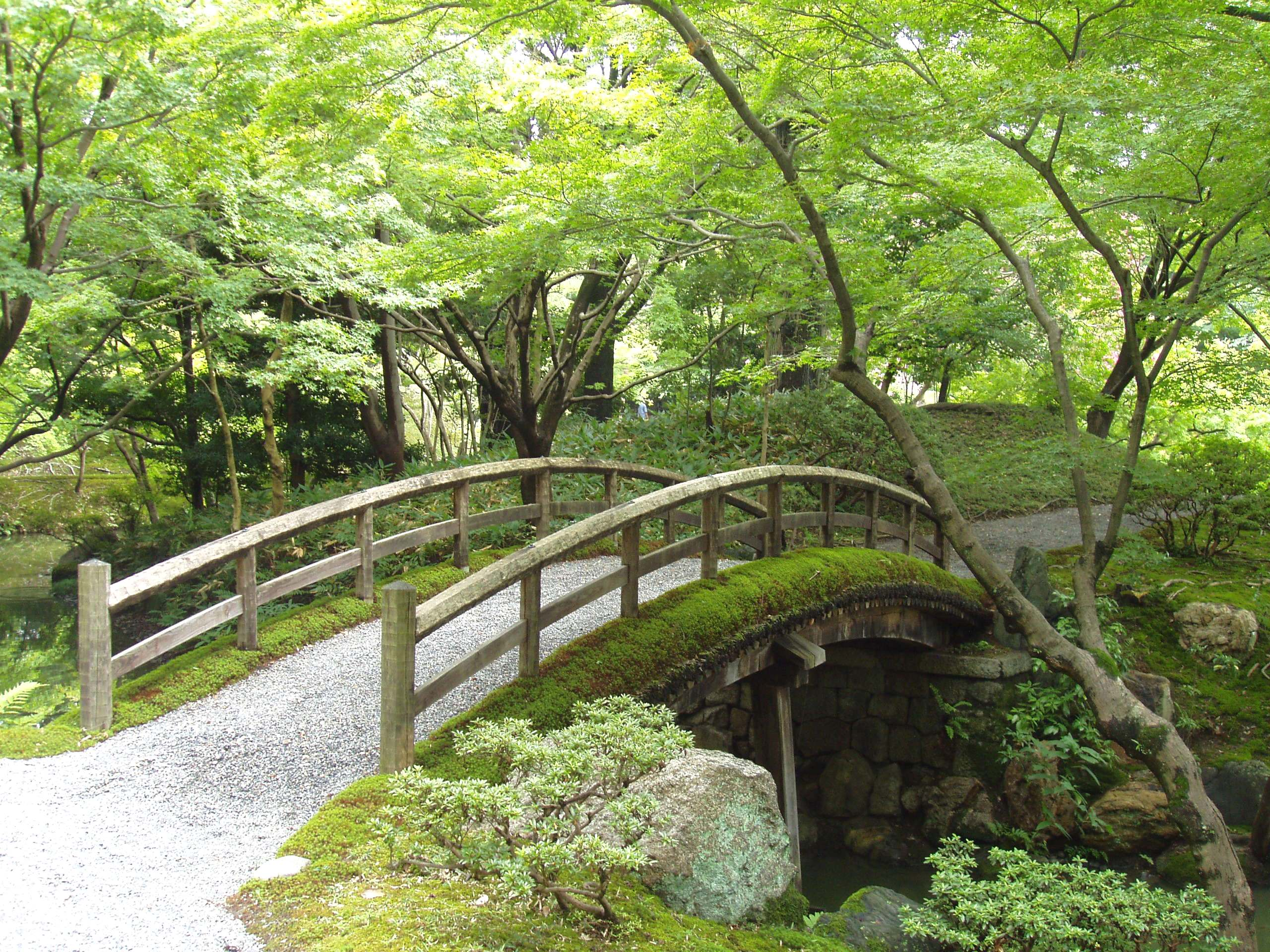
Uma ponte
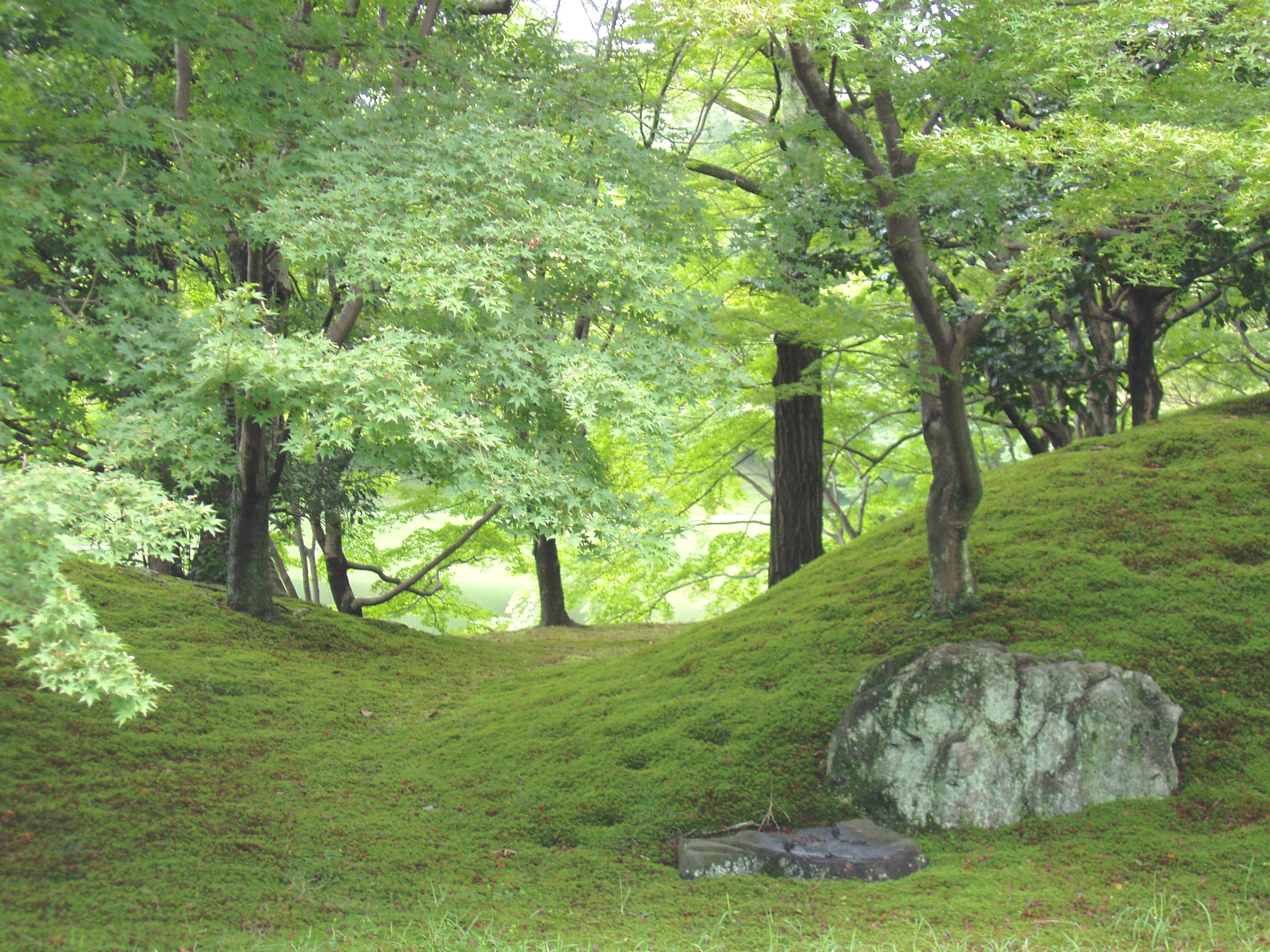
Montes cobertos por musgos
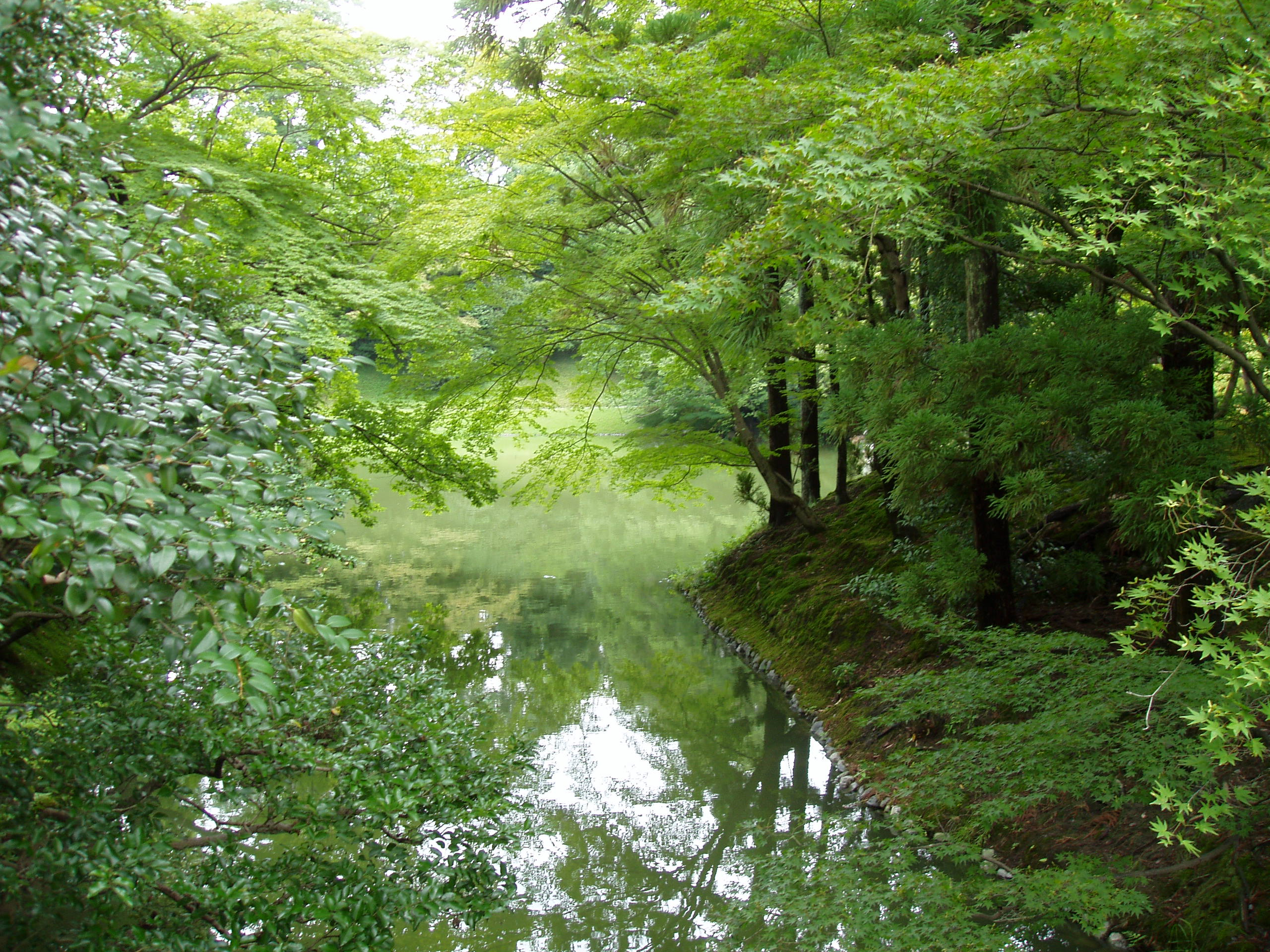
Lago rodeado por árvores
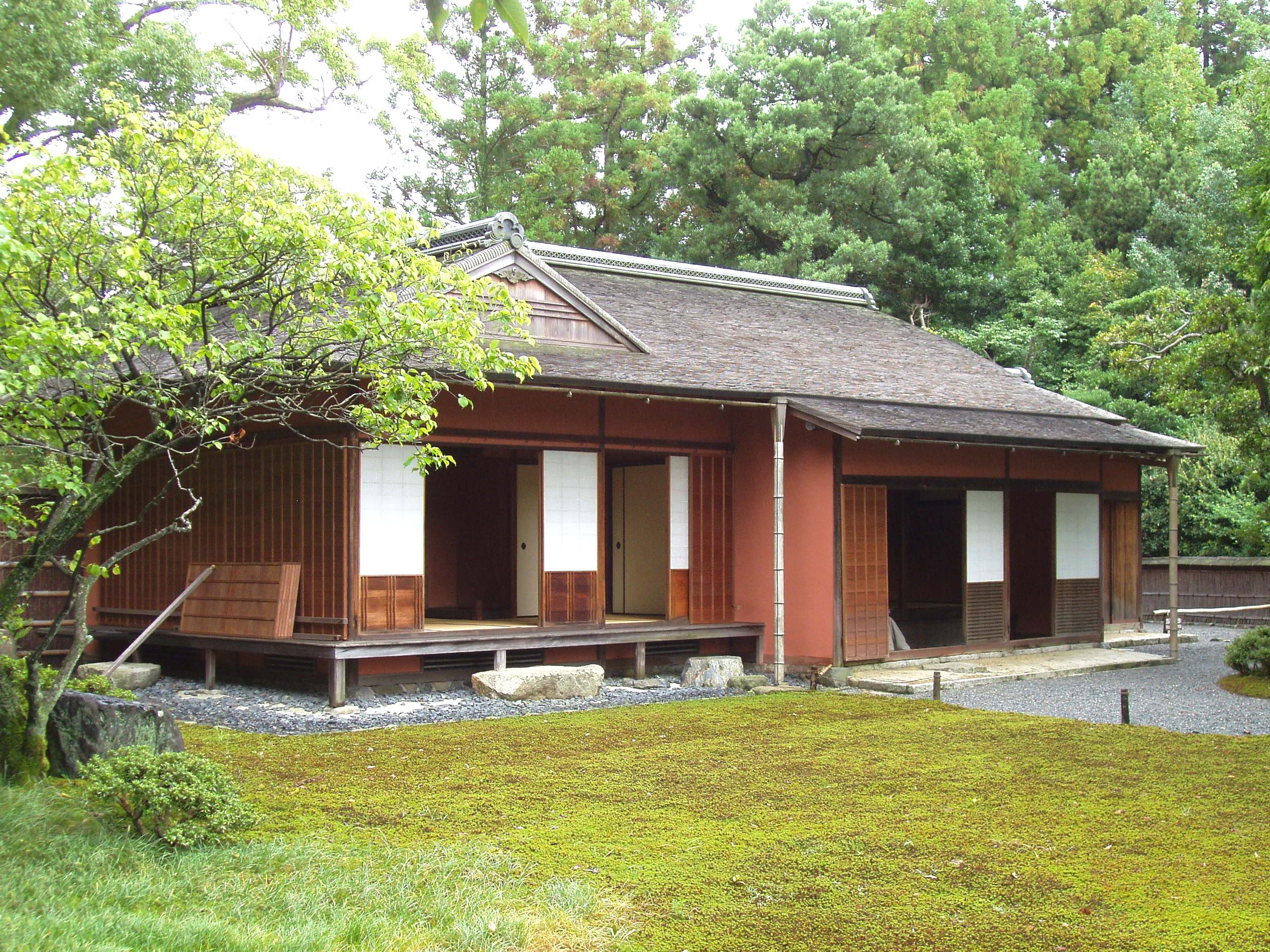
Seika-tei